# Bartholomäus Heinemann
Bartholomäus Heinemann (* 1885 in St. Georgen; † 29. Juni 1949 in Freiburg) war ein Gymnasiallehrer, Historiker und Heimatforscher, der sich insbesondere mit der Region Südbaden und dem Schwarzwald beschäftigte.

## Leben
Heinemann wurde im Jahr 1885 in eine St. Georgener Fabrikantenfamilie geboren. Nach dem Studium der Philologie spezialisierte Heinemann sich auf die Regionalgeschichte seiner süddeutschen Heimatregion und war Förderer der Trachtenbewegung. Er unterstützte z. B. junge Paare finanziell, die sich entschlossen, in der traditionellen Tracht zu heiraten und zahlte diesen Paaren die aufwendigen Trachten wie z. B. die kostspieligen Schäppel. In seinen Werken, die oft aus Aufsätzen bestanden, beschäftigte er sich größtenteils mit der Region Südbaden und dem Schwarzwald.

## Veröffentlichungen
- Beiträge zum Urkundenwesen der Bischöfe von Konstanz im XIII. Jahrhundert, Berlin/Leipzig 1909
- Die  Tagebücher des Abts Georg II Gaißer (1595–1655), Abt der Benediktinerabtei St. Georgen zu Villingen
- Beschreibung einer Landkarte des Klostergebietes von St. Georgen im Schwarzwald, in: Badische Heimat.
- Geschichte der Stadt St. Georgen im Schwarzwald, Freiburg i. Br. 1939, Ndr St. Georgen
- Vom Bauerntum des Kirchspiels St. Georgen im Schwarzwald zur Zeit des Dreißigjährigen Krieges, in: 900 Jahre St. Georgen
- Zwei Persönlichkeitsstudien aus der Zeit des Dreißigjährigen Krieges, in: 900 Jahre St. Georgen, St. Georgen im Schw.
- Kelto- römische Siedlungsreste im Gebiet des oberen Brigachtals?
- Die Villinger Fastnacht zur Zeit des Dreißigjährigen Krieges in Gaißers Tagebüchern. Badische Blätter für Volkskunde, 1940